# Fuchsia (culoare)
Fucsia este  o culoare roșu-violaceu aprins, numită după culoarea plantei fuchsia, care la rândul ei a a fost denumită după botanistul german din secolul al XVI-lea, Leonhart Fuchs.
Culoarea fuchsia a fost introdusă pentru prima dată drept culoarea unui nou colorant anilin numit fuchsine, patentat în 1859 de chimistul francez François-Emmanuel Verguin. Colorantul a fost redenumit mai târziu în același an, magenta, pentru a sărbători o victorie a armatei franceze în Bătălia de la Magenta, la 4 iunie 1859, în apropierea orașului italian cu acest nume.
Prima utilizare înregistrată a fuchsia ca nume de culoare în limba engleză a fost în 1892.

## În RGB
În modelul de culori RGB, folosit pentru a crea culori pe computere și ecrane de televiziune, și în culorile web, fuchsia și magenta sunt exact aceeași culoare, realizate prin amestecarea luminii albastre și roșii la intensitate maximă și egală.
Numele fuchsia este utilizat pe lista de culori web HTML pentru această culoare, în timp ce numele magenta este utilizat pe lista de culori web X11.

## În tipărire și design
În imprimare color și design, există mai multe variații între magenta și fuchsia. Fuchsia are de obicei o culoare mai violetă, în timp ce magenta este mai roșiatică. Florile fuchsia conțin în sine o mare varietate de violet.

## Variații de fuchsia

### Fuchsia franceză

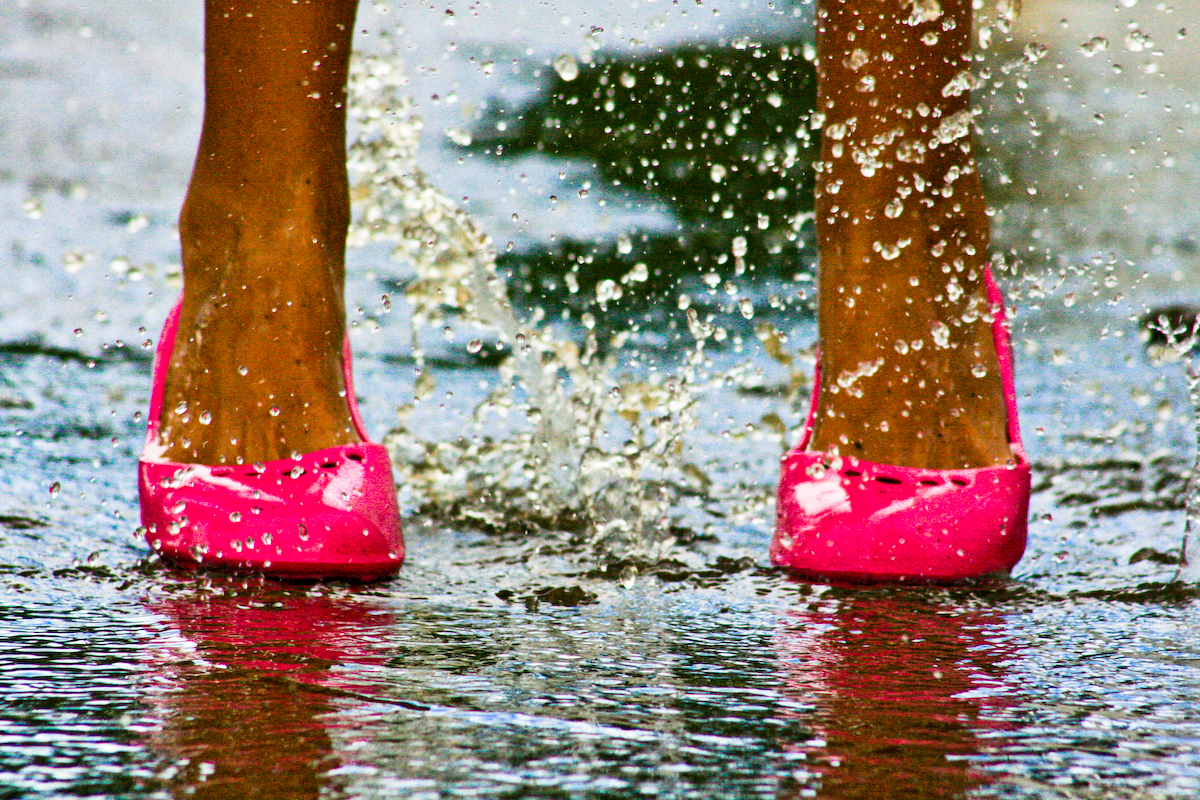
Pantofi de culoare fuchsia franceză

La dreapta este afișată culoarea fuchsia franceză, numită fuchsia într-o listă de culori populară din Franța.

### Fuchsia rose
Fuchsia rose este culoarea aleasă drept Culoarea anului în 2001 de către Pantone.

### Roșu-violet
Roșu-violet este culoarea care se numește Rojo-Púrpura (cuvântul spaniol pentru „roșu-violet”) în Guía de coloraciones („Ghid pentru colorări”), un dicționar de culori publicat în 2005, care este foarte popular în zona hispanofonă.

### Fuchsia purpurie
Culoarea fuchsia purpurie este afișată în dreapta.
Sursa acestei culori este lista de culori „Pantone Textile Paper eXtended (TPX)”, culoare # 18-2436 TPX — Fuchsia purpuriu.

### Fuchsia intens
Fuchsia intens este culoarea numită fuchsia în lista de culori Crayola.

### Fandango
În dreapta este afișată culoarea fandango. 
Prima utilizare înregistrată a fandango ca nume de culoare în limba engleză a fost în 1925.

### Fuchsia antică
În dreapta este afișată culoarea fuchsia antică.
Prima utilizare înregistrată a fuchsia antică ca nume de culoare în limba engleză a fost în 1928.
Sursa acestei culori este  Plochere Color System, un sistem de culori formulat în 1948, care este utilizat pe scară largă de designerii de interior.

## Galerie

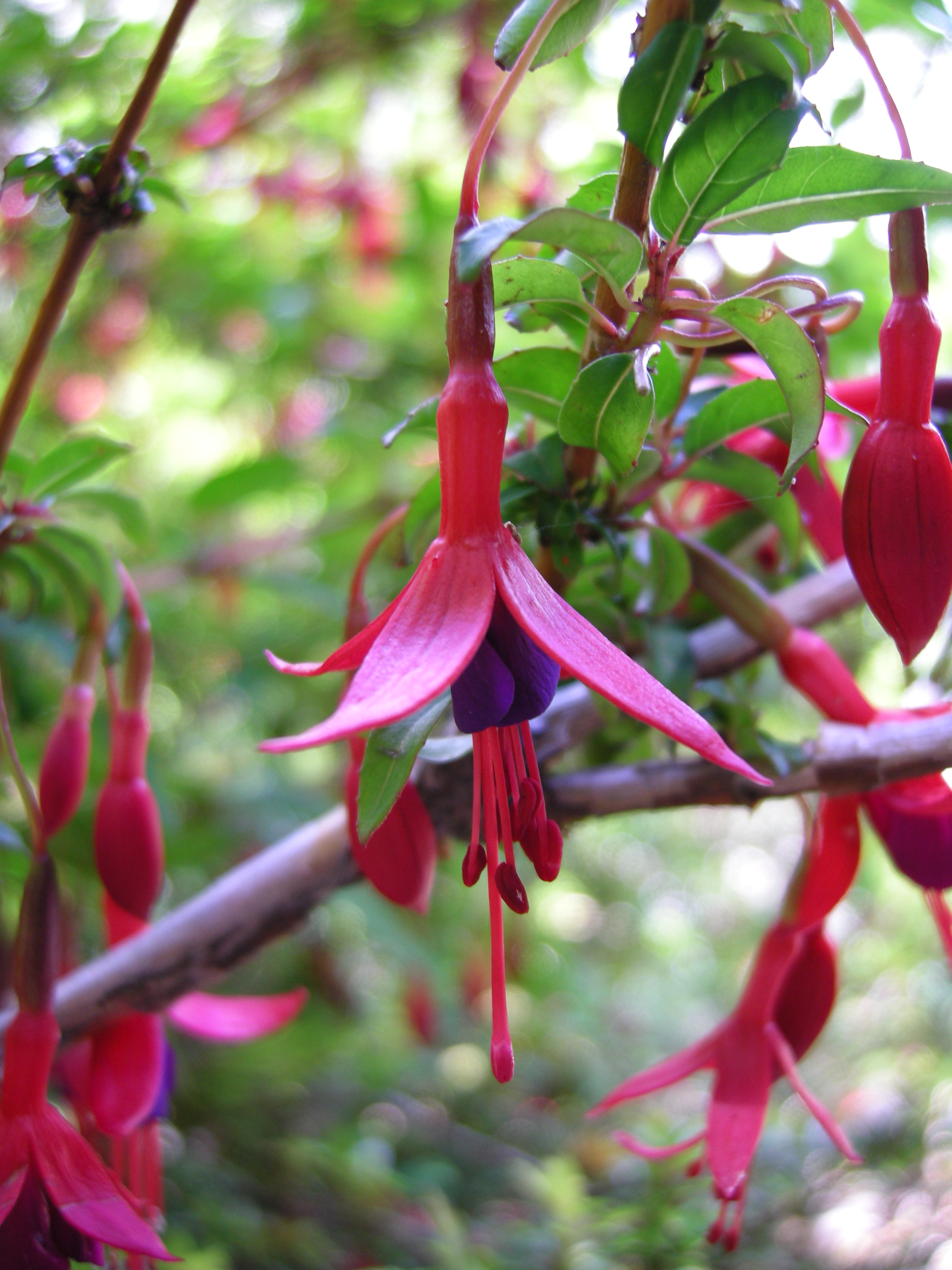
Flori de fuchsia
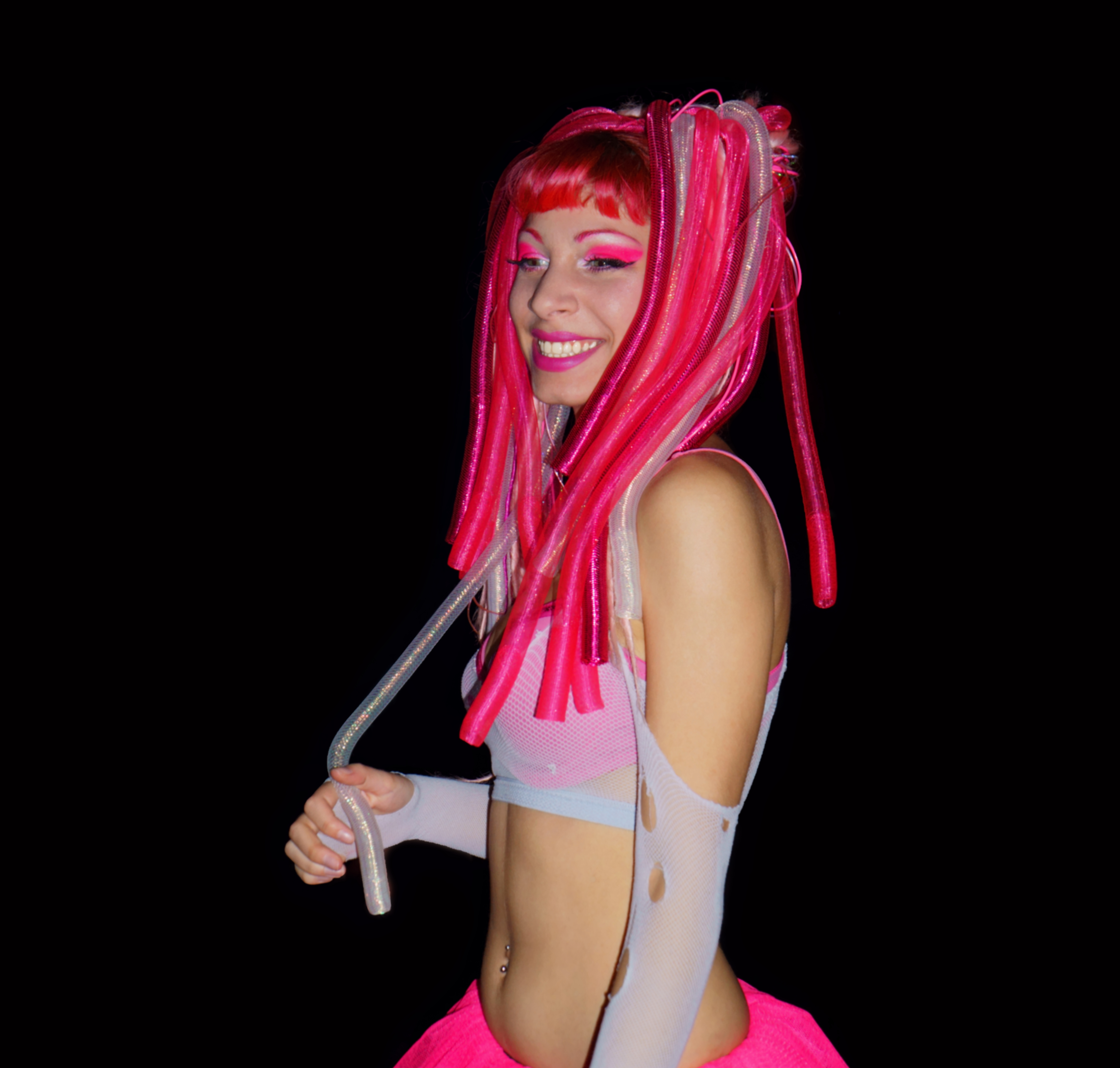
Moda cybergoth
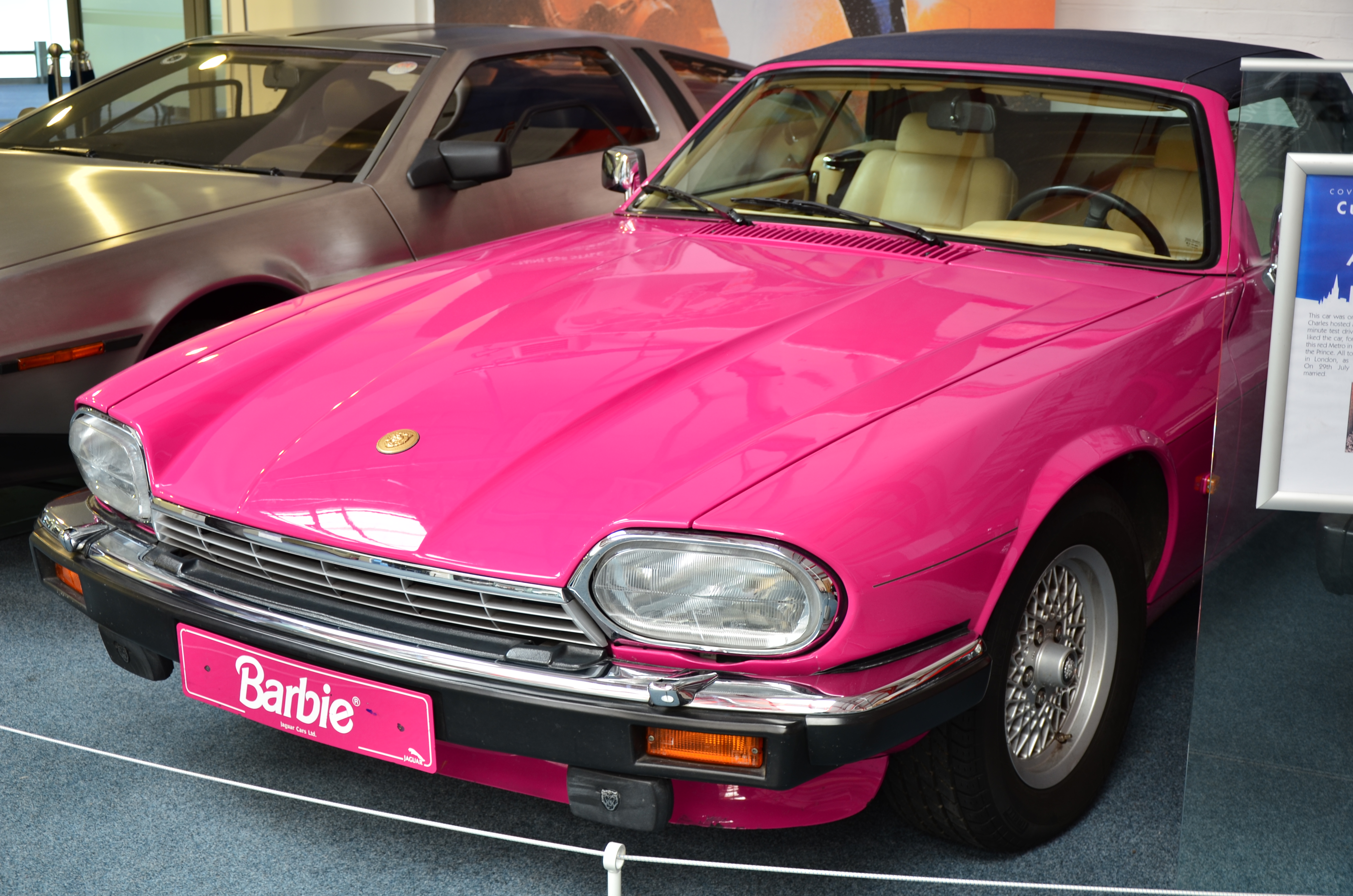
Jaguar XJ-S Barbie